# Karl Krøyer
Karl Krøyer, född den 21 augusti 1914 i Korsör, Danmark, död den 19 augusti 1995 Magagnosc, Frankrike, var en dansk fabrikör, uppfinnare och generalkonsul.

## Biografi
Krøyer var tidigt intresserad av teknik och uppfinningar och började som lärling i sin fars textilfabrik. Han var självlärd och startade 1942 ett företag för exploatering av sina egna uppfinningar. Bristen på varor under krigsåren utgjorde en bra grund för ersättningsprodukter. Han hade över 200 godkända patent, men fick använda stora summor till rättsprocesser för att skydda dem. 
Ur Krøyers omfattande insatser som uppfinnare kan nämnas ett syntetiskt, ljusreflekterande ämne, synopal, för vägbeläggning samt en metod för framställning av papper av textilmaterial. Vidare utvecklade han ett system för tillverkning av glykos direkt ut stärkelserika råvaror. Den senare uppfinningen fick internationell betydelse genom att stärkelse från potatis kunde ge ersättning för socker.
Vidare offentliggjorde han 1965 ett system för att bärga sjunkna fartyg genom att pumpa in luftfyllda kulor av polystyren i skrovet.

## Utmärkelser
För sina insatser tilldelades Krøyer
- den tyska Diesel-medaljen i guld, 1969
- Golden Plate Award af American Academy of Achievement, 1971